# Enterococcus faecalis
L'Enterococcus faecalis és un bacteri Gram-positiu comensal, que habita el tracte gastrointestinal d'humans i altres mamífers. Com altres spp. del gènere Enterococcus, E. faecalis pot causar infeccions compromeses en humans, especialment en ambient d'hospital. L'existència d'enterococs es potencia perquè ha tingut l'habilitat d'adquirir resistència a virtualment tots els antibiòtics en ús.
L'hàbitat normal d'aquests és el tub digestiu d'animals de sang calenta. Són indicadors de contaminació fecal, pel que la seva presència en els aliments indica falta d'higiene o defectuoses condicions de conservació, excepte en aliments en què intervé com a flora bacteriana natural de processos fermentatius, com és el cas de formatges, embotits crus i fins i tot productes carnis.
Són molt resistents a condicions adverses (congelació, dessecació, tractament tèrmic, etc.) pel que són bons indicadors per valorar les condicions higièniques i de conservació dels aliments congelats i dessecats.